# My People Were Fair and Had Sky in Their Hair… But Now They’re Content to Wear Stars on Their Brows
My People Were Fair and Had Sky in Their Hair… But Now They’re Content to Wear Stars on Their Brows — дебютный студийный альбом британской андеграундной группы Tyrannosaurus Rex (позже сократившей название до T. Rex), вышедший в 1968 году. Пластинка заняла пятнадцатое место в списках UK Albums Chart

## Об альбоме
Пластинка была записана дуэтом поющего гитариста Марка Болана и Стива Перегрина Тука, отвечающего за партии перкуссии. Тексты песен Болана, в немалой степени вдохновлённые толкиеновской мифологией, наполнены фольклорными мотивами и различными эзотерическими образами. My People Were Fair and Had Sky in Their Hair… But Now They’re Content to Wear Stars on Their Brows стал альбомом, в котором Марк осуществил свои творческие идеи сольного исполнителя, успевшие накопиться за период участия последнего в группе John’s Children. В период записи пластинки группу во многом поддерживал британский диджей Джон Пил, транслируя выступления коллектива в своих передачах.

## Список композиций
Автор всех песен — Марк Болан
| №  | Название                     | Длительность |
| -- | ---------------------------- | ------------ |
| 1. | «Hot Rod Mama»               | 3:09         |
| 2. | «Scenescof»                  | 1:41         |
| 3. | «Child Star»                 | 2:52         |
| 4. | «Strange Orchestras»         | 1:47         |
| 5. | «Chateau in Virginia Waters» | 2:38         |
| 6. | «Dwarfish Trumpet Blues»     | 2:47         |

| №  | Название                             | Длительность |
| -- | ------------------------------------ | ------------ |
| 1. | «Mustang Ford»                       | 2:56         |
| 2. | «Afghan Woman»                       | 1:59         |
| 3. | «Knight»                             | 2:38         |
| 4. | «Graceful Fat Sheba»                 | 1:28         |
| 5. | «Wielder of Words»                   | 3:19         |
| 6. | «Frowning Atahuallpa (My Inca Love)» | 5:55         |

## Участники записи
- Марк Болан — акустическая гитара, вокал
- Стив Перегрин Тук — бэк-вокал, барабаны, пиксифон, перкуссия